# Campiglia dei Berici
Campiglia dei Berici (velenceiül Canpeja dei Bereghi) település Olaszországban, Veneto régióban, Vicenza megyében. Lakosainak száma 1663 fő (2023. január 1.). Campiglia dei Berici Agugliaro, Albettone, Noventa Vicentina és Sossano községekkel határos.

## Népesség
A település népességének változása:
| Lakosok száma | 1698 | 1698 | 1663 |
|               | 2017 | 2018 | 2023 |